# Анибале II Бентивольо
Вижте пояснителната страница за други личности с името Анибале Бентивольо.
Анибале II Бентивольо (на италиански: Annibale II Bentivoglio, * 1466 в Болоня, Свещена Римска империя, † 1540 във Ферара, Херцогство Ферара) от рода Бентивольо е италиански кондотиер, господар на Болоня (1511 – 1512).

## Произход
Той е син на Джовани II Бентивольо (* 1443 † 1508), владетел де факто на Болоня (1463 – 1506), и на съпругата му Джиневра Сфорца (* 1440 † 1507), извънбрачна дъщеря на кондотиера Алесандро Сфорца, сеньор на Пезаро. Има петнадесет братя и сестри, сред които: 
- Бианка († 1519), господарка на Спиламберто и Кординяно като съпруга на Николо Мария Рангони, кондотиер
- Франческа (* 1468 † 1504), господарка на Фаенца като съпруга на Галеото Манфреди, съпруга на Гуидо II Торели, кондотиер
- Антонгалеацо (* 1472 † 1525), прелат
- Алесандро (* 1474 † 1532), граф на Кампаня, съпруг на Иполита Сфорца
- Ермес (* 1475 † 1513), кондотиер, пфалцграф (1498), съпруг на Якопа Орсини, дъщеря на Джулио Орсини – кондотиер
- Камила (* 1480 † 1529), съпруга на Пиро Годзага, кондотиер, граф на Родиго (1499 – 1521), сеньор на Боцоло (1527 – 1529) и Сан Мартино дал'Арджине (1527 – 1529)
- Изота, монахиня в Корпус Домини
- Елеонора (* XV век † 1540), господарка на Капри като съпруга на Джиберто Пио, , капитан на Болоня

- Лаура († 1523), господарка на Весковато като съпруга на Джовани Гондзага, кондотиер; поставя началото на клона Гондзага ди Весковато
- Виоланта, съпруга на Пандолфо IV Малатеста, кондотиер, господар на Римини и на други градове в Романя.

Има и един природен брат и една природена сестра от първия брак на майка си.

## Биография
Израства в Болоня, където баща му е общински магистрат и реално държи управлението на града в ръцете си.
Той е обявен за рицар от датския крал Кристиан I на 26 март 1474 г. при престоя на краля в Болоня.
От 1478 до 1481 г. посещава усърдно Ферара, приветстван от херцог Ерколе I д’Есте, който му дава извънбрачната си дъщеря Лукреция. Сватбата е отпразнувана с голяма помпозност на 28 януари 1487 г. в Болоня.
Като кондотиер участва в различни битки в подкрепа на Флорентинската република срещу Генуезката република при Сардзана, или в подкрепа на Сфорца.
На следващата година обаче той трябва да се изправи срещу бунтовете в Болоня, причинени от конспирацията на Малвеци – род от Болоня, враг на рода Бентивольо.
Изпратен от баща си, той се опитва да намери споразумение с Чезаре Борджия, който е подкрепян както от французите, така и от испанците, които възнамеряват да нахлуят в Болоня. Борджия – син на папа Александър VI поисква и получава Кастел Болонезе. Неразделна част от пактовете е споразумението първородният син на Анибале – Констанцо да се ожени за племенница на папата. През 1503 г., след смъртта на Александър VI, той заминава за Рим, за да помоли новия папа Пий III за завръщането му.
През 1505 г. избраният папа Юлий II, решен да си върне контрола над папските владения в Емилия-Романя, води война срещу местните господари, заставяйки начело на своите войски. Затова той заповядва на Бентивольо да изоставят Болоня. Анибале намира убежище първо в Парма, след това във Ферара и Мантуа, но трябва да напусне последната, защото папата наказва с църковно запрещение в градовете, дали му убежище. Папата дори обявява награда за залавянето на Анибале и на брат му Ермес.
Впоследствие Анибале успява да събере армия, опитвайки се да си върне властта в Болоня, но жителите на града остават лоялни на папата и Анибале трябва да бяга. През 1511 г. той прави втори опит, създавайки по-добра военна организация. С помощта на французите успява да победи венецианците и папските войски, спечелвайки титлата „Господар на Болоня“. Въпреки това, поради отстъплението на французите и бунта на жителите на града, той трябва да напусне Болоня завинаги.
Когато папа Юлий II умира, Анибале отново се опитва да завладее града, търсейки благоволението на новия папа Лъв X. След като му бива отказана връщането му като господар на Болоня, той се опитва да се организира военно, но без успех.
През 1529 г. Анибале успява да възстанови имуществото на семейството си на територията на Болоня, като сключва договори с папите. През 1534 г. император Карл V му дава феодите на Ково и Антеняте.
Анибале се оттегля във Ферара, където умира през 1540 г. на 71-годишна възраст. Погребан е в базиликата „Сан Джакомо Маджоре“ в Болоня.

## Брак и потомство
∞ 28 януари 1487 в Болоня за Лукреция д'Есте (* ок. 1473, † 1516/1518), извънбрачна дъщеря на Ерколе I д’Есте (херцог на Ферара, Модена и Реджо) и любовницата му Лудовика Кондолмиери. Сватбата е запомнена с невероятната си пищност като демонстрация за богатството и политическото влияние на рода Бентивольо. На нея присъстват Херцогът на Ферара Ерколе I д'Есте и други роднини на булката, между които Маркграфът на Мантуа Франческо Годзага, както и представителите на най-големите италиански владетели – кралят на Неапол, папата, Херцогът на Милано, Венецианската република, Херцогът на Калабрия, Херцогът на Урбино, Лоренцо де' Медичи, господарят на Римини, господарят на Пезаро, Господарят на Камерино и Господарят на Форли. Имат седем сина и шест дъщери:
- Костанцо Бентивольо (* 1502 в Болоня, † 3 октомври 1542 във Ферара), ∞ за Костанца Елена Рангони, от която има пет сина и четири дъщери
- Ерколе Бентивольо (* 1507 в Мантуа, † 6 ноември 1573 във Венеция), поет
- Алфонсо Бентивольо (* 1490), рицар
- Корнелио Бентивольо
- Феранте Бентивольо
- Лукреция Бентивольо, монахиня
- Емилия (Камила) Бентивольо (* 1480 в Болоня, † 1529); ∞ за Пиро Гонзага (* 1490, † 22 януари 1522 в Гацуоло),[7] кондотиер, от когото има двама сина и пет дъщери
- Ермес Бентивольо
- Беатриче Бентивольо
- Бианка Бентивольо
- Луижди Бентивольо
- Маура Бентивольо, монахиня
- Джиневра Бентивольо, ∞ за 1. Гуидо да Кореджо 2. за Констанцо Висторини

Има и един извънбрачен син:
- Алесандро Бентивольо.